# Nowy Świat (The Polish Morning World)
Nowy Świat – dziennik polonijny założony w Nowym Jorku w 1919, a zamknięty 16 stycznia 1971. 
Czasopismo „Nowy Świat - The Polish Morning World” zostało założone w 1919 roku i od roku 1920 ukazywało się regularnie jako dziennik, także w soboty i niedziele. Wśród jej założycieli i stałych członków redakcji w tym czasie byli m.in. Bronisław D. Kułakowski, Wacław Bojan-Błażewicz i Piotr Yolles. Długoletnimi współpracownikami byli też Tomasz Kozak i Tomasz Siemiradzki. W 1922 roku dołączył jako wydawca późniejszy współzałożyciel Instytutu Józefa Piłsudskiego w Ameryce, Maksymilian Węgrzynek (1892–1944). W tym czasie było to jedyne czasopismo w języku polskim w metropolii nowojorskiej i innych stanach wschodniej części Stanów Zjednoczonych: w południowej części stanu Nowy Jork, New Jersey, wschodniej Pensylwanii i w innych stanach Nowej Anglii. „Nowy Świat” uważał się za spadkobiercę wychodzącego od 1886 r. „Tygodnika Powszechnego”, a wydanie „Nowego Świata” z 1920 roku nosi numer rocznika 23. Za życia M. Węgrzynka (do 1944) służyło według słów Klaudiusza Hrabyka za „organ propagandowy” Ignacemu Matuszewskiemu w związku ze sprawowanym przez niego od czerwca 1942 przywództwem Komitetu Narodowego Amerykanów Polskiego Pochodzenia. 
Redaktorami „Nowego Świata” byli oprócz wymienionych powyżej także Władysław Borzęcki, Kazimierz Dąmbski (w okresie II wojny światowej do 1946), Ignacy Morawski (od nr 294 z 1946), Władysław Siuta i Tadeusz Siuta (od nr 16 z 1963). W 1945 obowiązki wydawcy przejął Leopold Obierek.
Redakcja zamieszczała wiele relacji prasowych z wydarzeń w Polsce i w Europie, jak również informacji o reakcji USA i innych krajów na to, co aktualnie działo się na Starym Kontynencie. Poza polityką, dyplomacją i ekonomią, czytelnik znajdował w gazecie sporo wiadomości dotyczącej nowojorskiej i amerykańskiej Polonii (głównie z Nowego Jorku, New Jersey, Filadelfii i okolic), a także polskich i polonijnych instytucji w USA. Zamieszczano także ogłoszenia oraz powieści drukowane w odcinkach. Reakcja współpracowała  z wieloma pisarzami i poetami (głównie z Polski, m.in. z Wacławem Sieroszewskim, Juliuszem Kaden-Bandrowskim, Januszem Korczakiem, Ferdynandem Antonim Ossendowskim, Zuzanną Rabską); dział muzyczny i teatralny odtwarzał życie artystyczne dotyczące Polaków i Polonii w USA. 
Pod koniec lat 60., po prawie pół wieku działania, sytuacja finansowa „Nowego Świata” zaczęła się pogarszać. W połowie 1970 roku podjęto decyzję o jego zamknięciu. Jednocześnie, dziennikarze i udziałowcy dziennika postanowili założyć „Nowy Dziennik”, który stał się kontynuatorem  misji „Nowego Świata”.

[Nowy Świat] był jednym z tych dzienników polsko-amerykańskich, które towarzyszyły polskiej emigracji z kolejnych ich fal przy wchodzeniu w amerykańskie życie bez utraty świadomości polskiego pochodzenia